# (528219) 2008 KV42

Quỹ đạo của 2008 KV42.

(528219) 2008 KV42 (được chỉ định tạm thời 2008 KV42 và có biệt danh Drac) là một vật thể ngoài sao Hải Vương (TNO) và là vật thể đầu tiên có quỹ đạo ngược được phát hiện. Chuyển động ngược này với độ nghiêng quỹ đạo 103 ° cho thấy rằng đó là liên kết bị thiếu giữa nguồn của nó trong đám mây Hills và sao chổi kiểu Halley, do đó cung cấp cái nhìn sâu sắc hơn về sự tiến hóa của Hệ Mặt trời bên ngoài. Các biện pháp đối tượng không quá 90 km (56 dặm) trên. Với trục bán chính là 42 AU, phải mất khoảng 269 năm để hoàn thành một quỹ đạo quanh Mặt trời. Chính thức được phát hiện vào ngày 31 tháng 5 năm 2008, phát hiện này được công bố vào ngày 16 tháng 7 năm 2008, bởi nhóm Khảo sát Máy bay Ecliptic Canada của Pháp do Brett Gladman dẫn đầu. Tên chính thức chưa được chọn vì đối tượng chưa được đánh số;nhóm khám phá có biệt danh 2008 KV42 "Drac" sau Bá tước Dracula.

## Khám phá và đặt tên
Phát hiện năm 2008 KV42 được công bố vào ngày 16 tháng 7 năm 2008 bởi nhóm Khảo sát Máy bay Ecliptic Canada do Pháp dẫn đầu bởi Brett Gladman từ Đại học British Columbia. Thông báo được đưa ra trong cuộc họp "Tiểu hành tinh, Sao chổi, Thiên thạch" được tổ chức tại Baltimore, Maryland, sau đó là Thông tư Điện tử Hành tinh nhỏ cùng ngày và Thông tư IAU vào ngày 18 tháng 7. Phát hiện này được thực hiện bằng hình ảnh thu được vào ngày 31 tháng 5 từ Kính thiên văn Canada-Pháp-Hawaii 3,5 mét, tiếp theo là các quan sát xa hơn cho đến ngày 8 tháng 7 từ Đài thiên văn Whíp và Cerro Tololo. Nhóm khám phá đặt biệt danh 2008 KV42 Drac vì độ nghiêng cao của nó liên quan đến mặt phẳng quỹ đạo của nó giống như khả năng của Bá tước Dracula đi trên tường.